# Nadelitz
Nadelitz ist ein Ortsteil der Stadt Putbus im Landkreis Vorpommern-Rügen in Mecklenburg-Vorpommern.

## Geografie und Verkehrsanbindung
Nadelitz liegt östlich der Kernstadt Putbus an der Landesstraße 29. Nordöstlich verläuft die B 196. Südwestlich liegt das 157 ha große Naturschutzgebiet Goor-Muglitz.

## Sehenswürdigkeiten
- Feldsteinscheune des ehemaligen Gutes (Dorfstraße)
- Landarbeiterhaus (Dorfstraße 11)
- Landarbeiterhaus (Dorfstraße 12)